# X-treme Big Hits 1999
X-treme Big Hits 1999 er et dansk opsamlingsalbum udgivet i november 1999 af EVA Records. Albummet er en dobbelt-cd bestående af nogle af de største hits fra 1999.

## Trackliste

### Cd 1
1. Eiffel 65: "Blue (Da Ba Dee)"
2. Backstreet Boys: "I Want It That Way"
3. Multicyde feat. Anéa: "Not For The Dough"
4. ATB: "9 PM (Till I Come)"
5. Texas: "In Our Lifetime"
6. Ann Lee: "2 Times"
7. Robbie Williams: "Strong"
8. Infernal feat. Xenia: "Your Crown"
9. Wamdue Project: "King Of My Castle"
10. Britney Spears: "Baby One More Time"
11. Zoom: "Words"
12. Boyzone: "You Needed Me"
13. Barcode Brothers: "Dooh Dooh"
14. Sasha: "If You Believe"
15. E-Type: "Here I Go Again"
16. Miranda: "Vamos A La Playa"
17. Det Brune Punktum: "Vi Skal Ud I Det Blå"
18. Roxette: "Wish I Could Fly"

### Cd 2
1. Vengaboys: "Boom, Boom, Boom, Boom !!"
2. The Cardigans: "Erase / Rewind"
3. Me & My: "Let The Love Go On"
4. Blå Øjne: "Dig Og Mig"
5. Toy-Box: "Tarzan & Jane"
6. New Radicals: "You Get What You Give"
7. Spice Girls: "Goodbye"
8. Jessica: "How Will I Know (Who You Are)"
9. DJ Sakin & Friends: "Protect Your Mind (Braveheart)"
10. Westlife: "Swear It Again"
11. Southside Spinners: "Luvstruck"
12. Danny: "Señorita"
13. The Tamperer feat. Maya: "If You Buy This Record Your Life Will Be Better"
14. Dru Hill feat. Redman: "How Deep Is Your Love"
15. Nagano All Stars: "Push It To The Limit"
16. Emilia: "Good Sign"
17. Jay-Z: "Hard Knock Life (Ghetto Anthem)"
18. Natural Born Hippies: "Lola"